# Rise of the Teenage Mutant Ninja Turtles - Il destino delle Tartarughe Ninja
Rise of the Teenage Mutant Ninja Turtles - Il destino delle Tartarughe Ninja (Rise of the Teenage Mutant Ninja Turtles), conosciuto più semplicemente con il titolo Il destino delle Tartarughe Ninja, è una serie animata statunitense realizzata in animazione tradizionale con stile super deformed, va in onda sul canale televisivo Nickelodeon dal 20 luglio 2018.
È la quarta serie a essere basata sul fumetto Tartarughe Ninja, creato nel 1984 da Kevin Eastman e Peter Laird. La serie conta attualmente di due stagioni: la prima di ventisette episodi da ventidue minuti (spesso con doppi episodi da undici minuti) e la seconda che verrà trasmessa dal 23 novembre 2019 sempre sullo stesso canale.
In Italia viene trasmessa su Nickelodeon dal 31 ottobre 2018, mentre in chiaro su Rai Gulp dal 16 settembre 2019 con i primi tredici episodi.

## Personaggi
Essendo un reboot i personaggi presentano caratteristiche del tutto nuove rispetto alle precedenti incarnazioni. Inoltre, per la prima volta nel franchise, Raffaello, Leonardo, Donatello e Michelangelo sono esplicitamente presentati ognuno come una specie diversa di tartaruga.

### Tartarughe Ninja
- Raffaello: al contrario delle altre serie è il leader delle tartarughe, autoproclamatosi tale in quanto è il fratello più grande. Mantiene le caratteristiche base delle sue precedenti incarnazioni ma dimostra anche un maggior acume tattico e un profondo attaccamento al senso di responsabilità che comporta essere il leader e il fratello maggiore, cosa che in qualche occasione gli ha fatto mostrare un lato più emotivo. Inizialmente combatteva con due tonfa grazie ai quali è riuscito a incanalare il suo potenziale mistico e creare proiezioni astrali di sé in combattimento, ma verranno in seguito distrutti e sostituiti con i classici sai. È una tartaruga alligatore e in quanto tale è fisicamente il più grosso e forte del quartetto e presenta numerose spine sul corpo; inoltre, invece della classica maschera di tessuto, indossa una bandana rossa a mo' di maschera e il suo carapace è solcato da alcune crepe. In italiano è doppiato da Luca Mannocci.
- Leonardo: in questa serie è più immaturo e spensierato rispetto alle sue altre incarnazioni, spesso facendo battute e risultando persino arrogante, ma mostra comunque di possedere notevoli capacità analitiche (che sono tuttavia il più delle volte sepolte sotto la sua spensieratezza) e la sensibilità per stare accanto ai suoi fratelli e risollevarli. Dopo che le sue katane vengono distrutte all'inizio della serie Leonardo combatte con una ōdachi con la quale può creare portali di teletrasporto: in seguito sbloccherà il potere di infondere le sue stesse spade con la sua energia mistica per usarle come fulcro per teletrasportare lui o chiunque altro ne impugni una, senza dovere creare portali. Nell'episodio finale della seconda stagione viene proclamato il leader ufficiale del gruppo da Splinter. È una tartaruga dalle orecchie rosse, come si evince dalle striature rosse che ha sul corpo. In italiano è doppiato da Federico Campaiola.
- Donatello: il più intelligente del gruppo, è dotato di uno speciale zaino jet che lo protegge da colpi al carapace e può fungere da veicolo per April. Non è variato molto dalle sue precedenti incarnazioni sebbene sia più nevrotico, vanesio delle sue invenzioni e incline a gettarsi più facilmente nella mischia. Diffidente delle armi mistiche, è l'unico del gruppo a non averne una, preferendo a loro il suo bō personalizzato e iper tecnologico, che in seguito è stato sostituito da un bō tradizionale: il suo potere mistico si rivela infatti essere un collegamento con la sua tecnologia, riuscendo mediante il suo bastone a creare armi inastate (oltre a quelle già implementate in esso) e a collegarle ad altre sue invenzioni. Così come Raffaello anche Donatello indossa una bandana (ovviamente viola nel suo caso) anziché la classica maschera di tessuto. È una tartaruga dal guscio molle spinosa. In italiano è doppiato da Marco Vivio.
- Michelangelo: è fisicamente il più piccolo delle tartarughe e il più vivace dei quattro, risultando molto simile alle sue precedenti incarnazioni. In questa serie inizialmente ha usato uno speciale kusarifundō del quale il peso può essere incendiato e controllato a piacimento da Michelangelo; tuttavia, quando quest'arma viene distrutta, torna a impugnare i suoi tradizionali nunchaku: grazie al suo potere mistico Michelangelo imparerà in seguito ad allungare e controllare a piacimento le catene dei nunchaku, usandoli per agguantare gli avversari o colpirli dalla lunga distanza. È una tartaruga scatola ornata. In italiano è doppiato da Stefano Broccoletti.

### Alleati
- Splinter: è il saggio maestro ratto e padre adottivo delle Tartarughe Ninja. In questa serie ci viene mostrato poco serio, molto pigro e distratto, ma quando serve sa comportarsi seriamente per il bene della sua famiglia. In questa serie, quando era ancora Yoshi Hamato, Splinter finì per disilludersi delle storie del suo clan e di come gli Hamato bandirono Shredder, decidendo di usare le arti marziali per diventare un divo del cinema d'azione con il nome d'arte di "Lou Jitsu". Diventato noto grazie alle sue capacità combattive, in seguito viene rapito dal Barone Draxum per essere usato come fonte di materiale genetico da usare per creare un'armata, ma riesce a liberarsi e a distruggere il laboratorio di Draxum, venendo morsicato da un ratto coinvolto negli esperimenti durante la fuga mutando così nella sua forma attuale. In italiano è doppiato da Roberto Draghetti.
- April O'Neil: è l'amica umana delle tartarughe, passando le serate in loro compagnia a fare baldoria. In questa serie è afroamericana e porta gli occhiali. Combatte usando una mazza da baseball che in seguito verrà infusa di energia mistica. Una gag ricorrente è il fatto che April debba costantemente cercarsi un lavoretto per tirare avanti, venendo puntualmente licenziata a causa della concomitanza delle emergenze riguardanti le tartarughe. In italiano è doppiata da Chiara Oliviero.
- Cassandra Jones: chiamata dagli amici "Casey", in questo universo reboot è una ragazza di origini asiatiche che ha scalato i ranghi del Clan del Piede fino a diventarne generale e secondo in comando di Shredder. Casey, spietata e desiderosa di farsi valere agli occhi del Clan, finisce per battersi più volte con le tartarughe e incontra anche Splinter, il quale fa dubitare delle sue motivazioni la ragazza. Sarà proprio durante la battaglia finale tra le tartarughe e Shredder che Casey si pente del male che ha collaborato a causare e si ribella a Shredder, aiutando le tartarughe a sconfiggere il demone: il suo nome viene da lei stessa rivelato proprio in questa occasione.
- Chaos: è una strana creatura mutante salvata dalle tartarughe e da April dalle grinfie del Barone Draxum durante il primo episodio, diventando in seguito l'animale da compagnia della ragazza. Ha il potere di teletrasportarsi, ma facendolo per troppe volte rischia di rimanere senza energie. Nel primo episodio Donatello dice che è un san bernardo post-atomico.

### Antagonisti
- Clan del Piede: è una setta criminale nemica delle tartarughe. Sono in grado di usare gli origami per creare dei soldati di carta e sono in grado di teletrasportarsi.
  - Shredder: è il capo del Clan del Piede, nonché il nemico principale delle Tartarughe Ninja. Era un uomo posseduto dall'armatura demoniaca di Kuroi Yoroi che ingoiava la sua anima. Shredder terrorizzò il Giappone fino a quando non fu sconfitto dagli antenati di Splinter con la sua armatura spezzata e sparsa in tutto il mondo per impedirne il suo ritorno. Il barone Draxum e i soldati del Clan del Piede stanno cercando i frammenti del Kuroi Yoroi per rimontarlo e resuscitare il malefico Shredder.
  - Il Tenente: è un ufficiale di punta del Clan del Piede.
  - Bruto: è il membro fisicamente più forte del clan e lavora a fianco del tenente.
- Il Barone Draxum: è uno spietato e tirannico mutante alchimista con lo scopo di tramutare tutti gli umani in mutanti a causa di una profezia, che in questa serie è l'antagonista principale della prima stagione e il primo avversario delle tartarughe. Si scopre che è lui a essere il creatore delle tartarughe grazie al DNA di Yoshi e il responsabile involontario della mutazione di quest'ultimo in Splinter. In seguito, dopo avere perso i poteri, viene aiutato dalle tartarughe divenendo loro alleato. In italiano è doppiato da Massimiliano Plinio.
  - Huggin e Munnin: sono gargoyle neri aiutanti del Barone Draxum, che qualche volta passano il loro tempo seduti sulle spalle del loro padrone. Sono entrambi molto incompetenti, anche se Huggin è molto più intelligente rispetto a Munnin. Prendono i loro nomi dai corvi di Odino nella mitologia nordica.
  - I Guardiani: sono i primi nemici affrontati dalle tartarughe, ma a causa della loro inesperienza sono stati sconfitti facilmente. Tutti e due cavalcano cani mostruosi e sono in grado di assumere sembianze umane. Il primo ha come arma una grossa spada mentre il secondo usa un'alabarda per combattere.
  - Gli Oozesquitos: sono zanzare mutanti usate dal Barone Draxum per trasformare gli esseri umani in mutanti.
- Krang Leader: è il capo dei Krang e un alieno malvagio, spietato, tirannico, crudele e assetato di potere che cerca di rifare l'intero universo come ritiene dovrebbe essere in forma senza esseri deboli insieme ai fratelli e sorelle, soprattutto è il peggior nemico di Leonardo. Il personaggio è apparso ufficialmente nel film d'animazione, insieme al suo esercito alieno.
- I Pesci mutanti: sono pesciolini d'argento mutanti. Se vengono attaccati si dividono in pesciolini più piccoli che possono riunirsi nel loro stato originale.
- Rupert Swaggart / Meat Sweats: nella prima della mutazione era uno chef molto famoso. Ha l'aspetto di un grosso maiale con tentacoli al posto delle mani (nascosti nei guanti) con i quali può assorbire temporaneamente il potere degli altri mutanti. La sua arma caratteristica è un grosso martello da cucina.
- Repo Mantis: è una mantide mutante viola, con i capelli in stile pompadour e vestito con una canotta bianca, un gilet blu scuro e una cintura.
- Hypno-potamo: è un famoso mago trasformato in un ippopotamo mutante. Le sue capacità sono l'ipnosi e la levitazione degli oggetti, inoltre usa come armi dei cerchietti magici. Quando era umano era conosciuto come Mezmer-Ron e possedeva un ippopotamo di nome Doug, che si era unito a lui durante la mutazione, ma Hypno crede che sia morto.
- Warren Stone: è un lombrico mutante narcisista che si autodefinisce il nemico numero uno delle tartarughe protagoniste, ma queste ultime lo ignorano completamente. Può rigenerare lentamente le parti tagliate del suo corpo, in seguito ottiene un potente guanto con il potere di lanciare raggi laser.
- Albearto: è un orso bruno animatronico vestito da cuoco ed è la mascotte della Pizzeria di Albearto. Inizialmente veniva usato per intrattenere i bambini alle feste, ma a causa delle modifiche di Donatello e a un cortocircuito prende vita, con il solo desiderio di liberare i robot dalla tirannia degli esseri umani. Per combattere usa i suoi artigli affilati ed è in grado di dare la vita alle macchine con i cavi elettrici che sputa dalla sua bocca. Albearto è una chiara parodia degli animatronic della seria Five Nights at Freddy's.
- I Fratelli Sando: Ben e Carl sono i due fratelli acrobati che sono stati mutati in granchi mutanti. Oltre a possedere doti acrobatiche incredibili sono anche in grado di sparare le loro chele e rigenerarle a un ritmo estremamente veloce.

## Episodi
| Stagione         | Episodi | Prima TV USA | Prima TV Italia |
| ---------------- | ------- | ------------ | --------------- |
| Prima stagione   | 26      | 2018-2019    | 2018-2019       |
| Seconda stagione | 13      | 2019-2020    | Inedita         |

### Corti
| n° | Titolo italiano | Titolo originale | Prima TV Italia | Prima TV USA     |
| -- | --------------- | ---------------- | --------------- | ---------------- |
| 1  |                 | Race             |                 | 27 novembre 2019 |
| 2  |                 | Turtle Tots      |                 | 27 novembre 2019 |